# Província de Iași

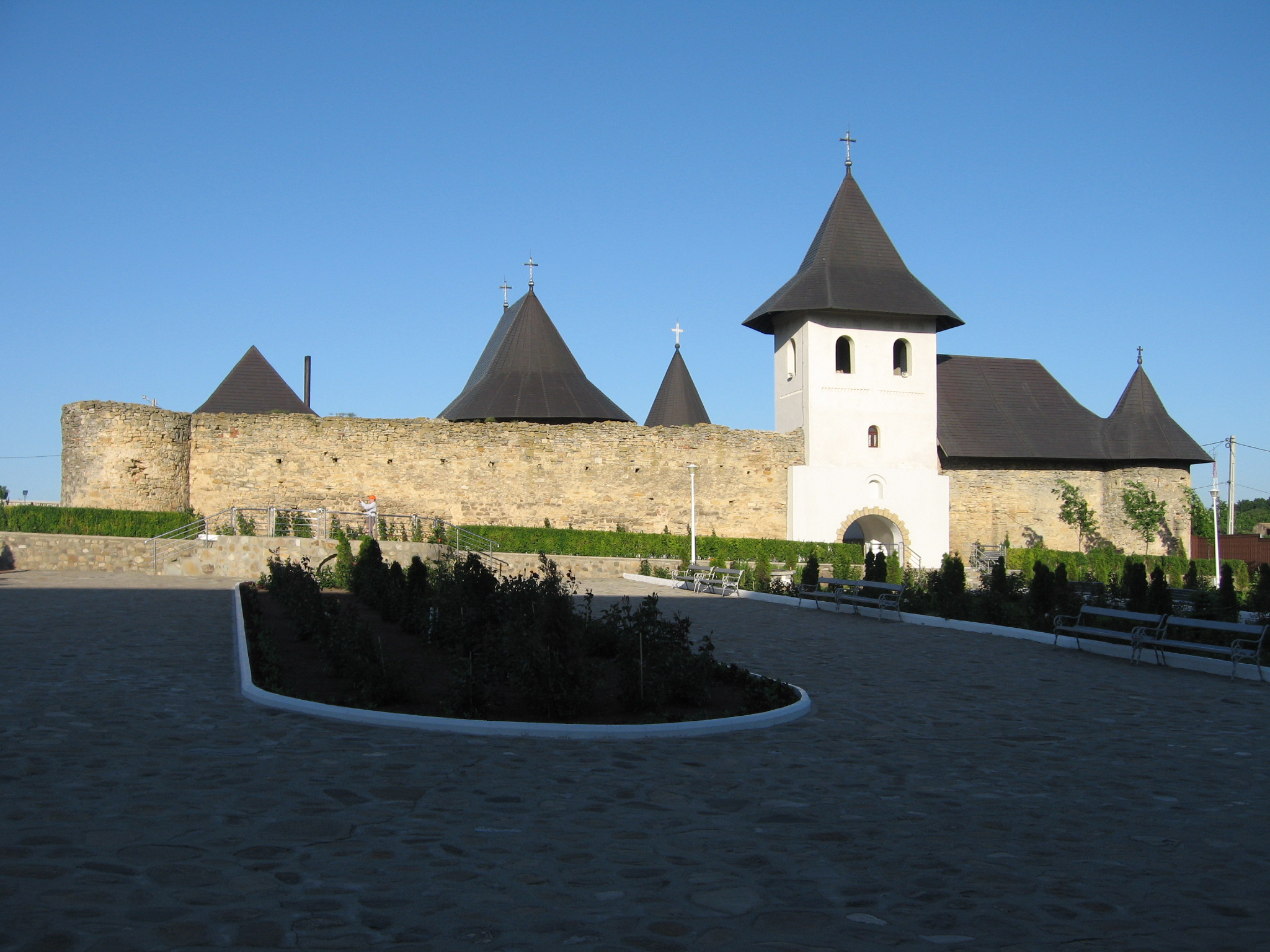
Monestir d'Hadâmbu, a la província de Iaşi

La província de Iaşi (IPA: [jaʃʲ]) és un judeţ, una divisió administrativa de Romania, a Moldàvia, amb capital a Iaşi. Iaşi rep el nom dels antics Iazygi poble que hi vivia antigament.

## Geografia i límits administratius
La província de Iaşi limita a l'est la República de Moldàvia (més concretament, amb el raion d'Ungheni); a l'oest amb la província de Neamţ, al nord amb les províncies de Botoşani i Suceava, i amb la província de Vaslui al sud.
El territori té una superfície total de 5.476 km². Situat entre els rius Siret i Prut, es tracta d'una regió força plana, amb turons d'escassa alçada. Altres rius importants, a banda dels esmentats, són el Bahlui (a les ribes del qual està situada la capital, Iaşi) i el Jijia, afluents ambdós del Prut.

## Demografia

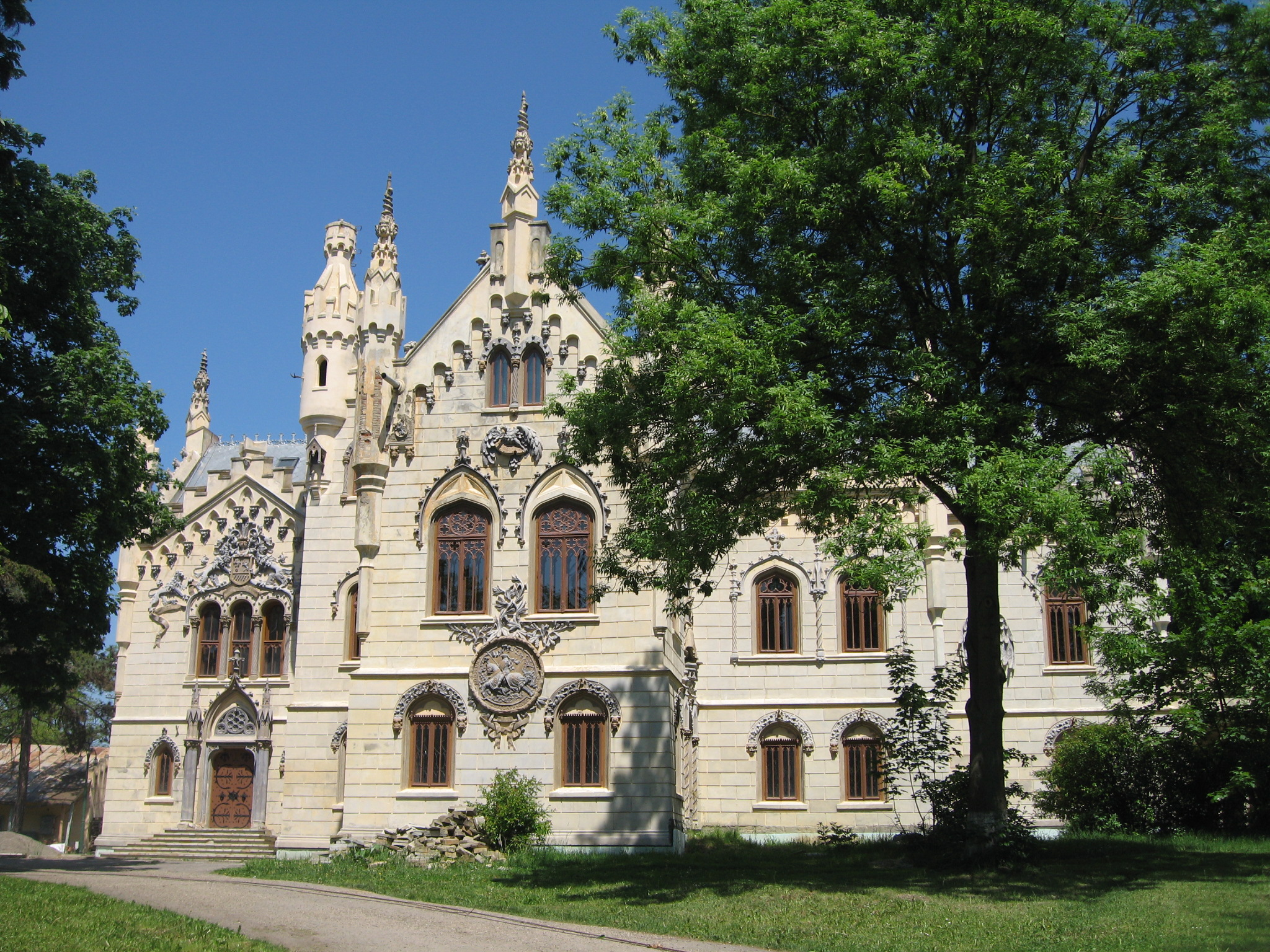
Palau Sturdza, a Miclăuşeni

En el cens del 2002, la Província de Iaşi tenia 816,910, fet que convertia en la tercera més poblada de Romania després de la capital, Bucarest, i la Província de Prahova). La densitat de població se situava als 149 hab/km².
Segons aquest mateix cens, la distribució ètnica de la població era la següent:
- Romanesos - 98,1%[1]
- Gitanos - 1,2%
- Lipovans - 0,4%
- Altres - 0,3%

La població de la Província de Iaşi s'ha doblat en els darrers seixanta anys.
| Any  | Població |
| ---- | -------- |
| 1948 | 431,586  |
| 1956 | 516,635  |
| 1966 | 619,027  |
| 1977 | 729,243  |
| 1992 | 811,342  |
| 2002 | 816,910  |

## Economia
A causa del seu relleu, la província de Iaşi es dedica principalment a l'agricultura. L'activitat industrial es concentra bàsicament als nuclis de població més importants, i se centra en la indústria farmacèutica, la química, la metal·lúrgia, el tèxtil i l'alimentació.
És destacable també el paper del turisme, centrat a la capital i els monuments més importants del seu entorn, i dels serveis a l'ensenyament, creats per l'important paper de Iaşi com a centre universitari del país.

## Divisió Administrativa
La província de Iaşi es divideix administrativament en 2 municipalitats, 3 ciutats i 92 comunes.

### Municipalitats
- Iaşi - capital; població: 320,888
- Pașcani

### Ciutats
- Târgu Frumos
- Hârlău
- Podu Iloaiei

### Comunes
| - Alexandru Ioan Cuza - Andrieşeni - Aroneanu - Bălţaţi - Bârnova - Belceşti - Bivolari - Bosia - Brăeşti - Balş - Butea - Cepleniţa - Ciorteşti - Ciurea - Coarnele Caprei - Comarna - Costeşti - Costuleni - Cotnari | - Cozmeşti - Cristeşti - Cucuteni - Dagâţa - Deleni - Dobrovăţ - Dolheşti - Drăguşeni - Dumeşti - Erbiceni - Fântânele - Focuri - Golăieşti - Gorban - Grajduri - Gropniţa - Grozeşti - Hălăuceşti - Harmaneşti | - Heleşteni - Holboca - Horleşti - Ion Neculce - Ipatele - Lespezi - Leţcani - Lungani - Mădârjac - Mirceşti - Mironeasa - Miroslava - Mirosloveşti - Mogoşeşti-Siret - Mogoşeşti-Iaşi - Moşna - Moţca - Movileni - Oţeleni | - Plugari - Popeşti - Popricani - Prisăcani - Probota - Răchiteni - Răducăneni - Româneşti - Roşcani - Ruginoasa - Scânteia - Scheia - Schitu Duca - Scobinţi - Sineşti - Şipote - Sireţel - Stolniceni-Prăjescu - Strunga | - Tansa - Tătăruşi - Ţibana - Ţibăneşti - Ţigănaşi - Todireşti - Tomeşti - Trifeşti - Ţuţora - Valea Lupului - Valea Seacă - Vânători - Victoria - Vlădeni - Voineşti |

## Habitants famosos
- Grigore Antipa
- Monica Bârlădeanu, actriu
- Emil Brumaru, poeta
- Petre P. Carp, polític
- Corneliu Zelea Codreanu, paramilitar feixista
- Alexandru C. Cuza, professor i polític
- Liviu Deleanu
- Emil Gârleanu, escriptor
- Spiru Haret, matemàtic
- Garabet Ibrăileanu
- Mihail Kogălniceanu, polític
- Costache Negruzzi
- Iacob Negruzzi
- George Emil Palade, biòleg
- Theodor Pallady, pintor
- Vasile Pogor
- Emil Racoviţă, biòleg
- Mihail Sadoveanu
- Constantin Stamati, poeta
- Dimitrie A. Sturdza
- Mihail Sturdza
- Ionel Teodoreanu
- Alexandru D. Xenopol, historiador